# Gustav Strupp

Gustav Strupp

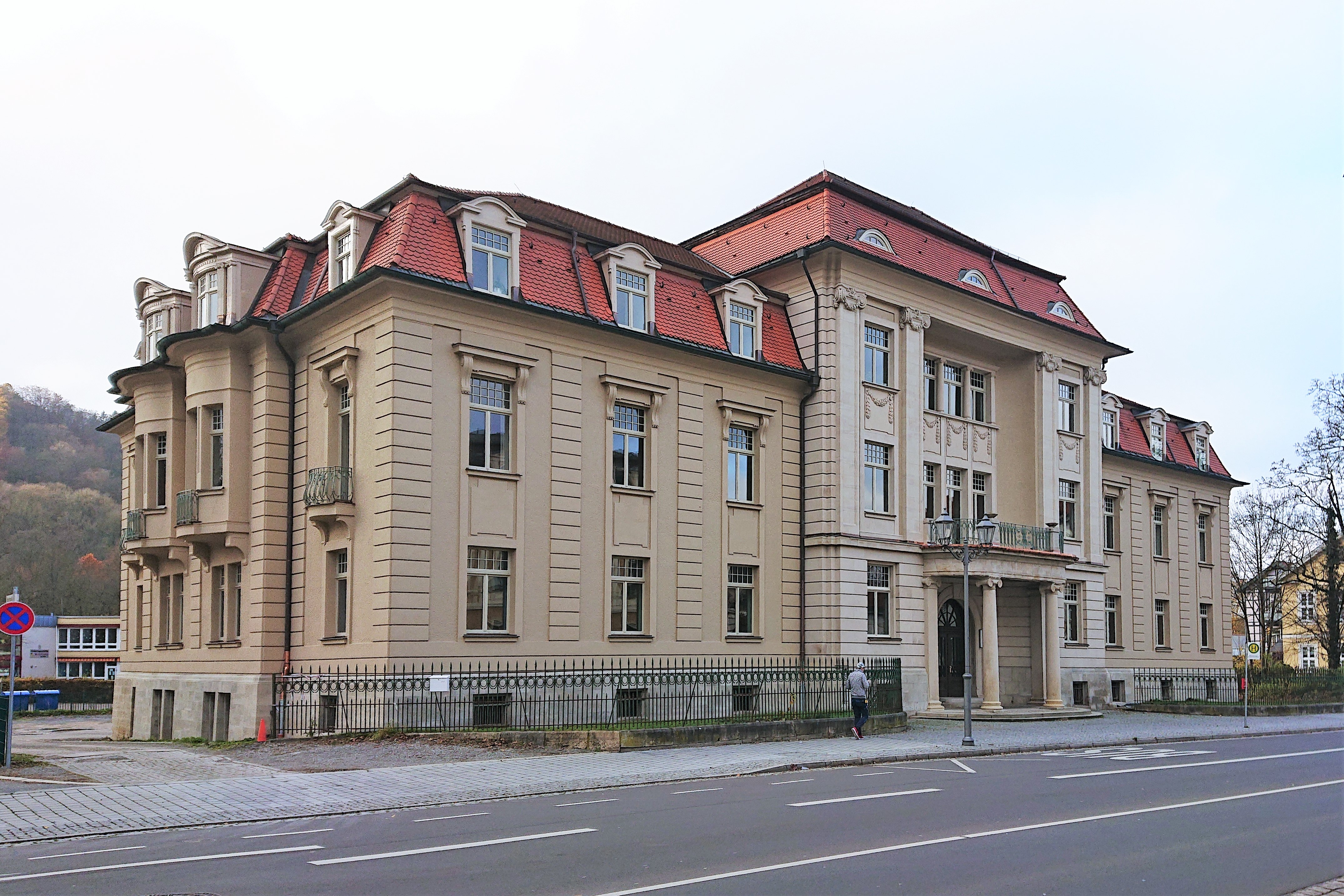
Repräsentativer Wohn- und Firmensitz Strupps in Meiningen, heute Max-Reger-Konservatorium.

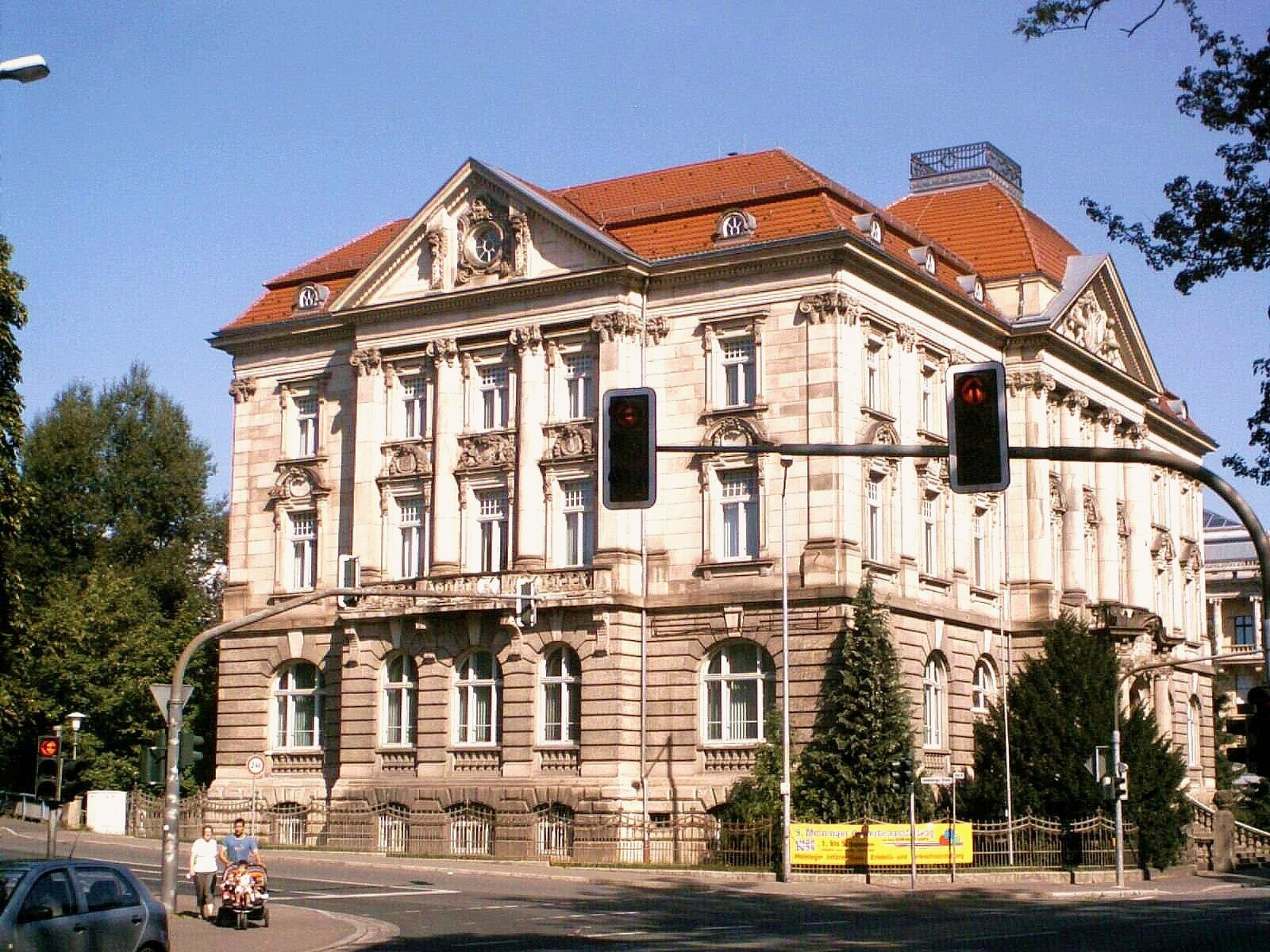
Strupps Lebenswerk – die „Bank für Thüringen“ in Meiningen

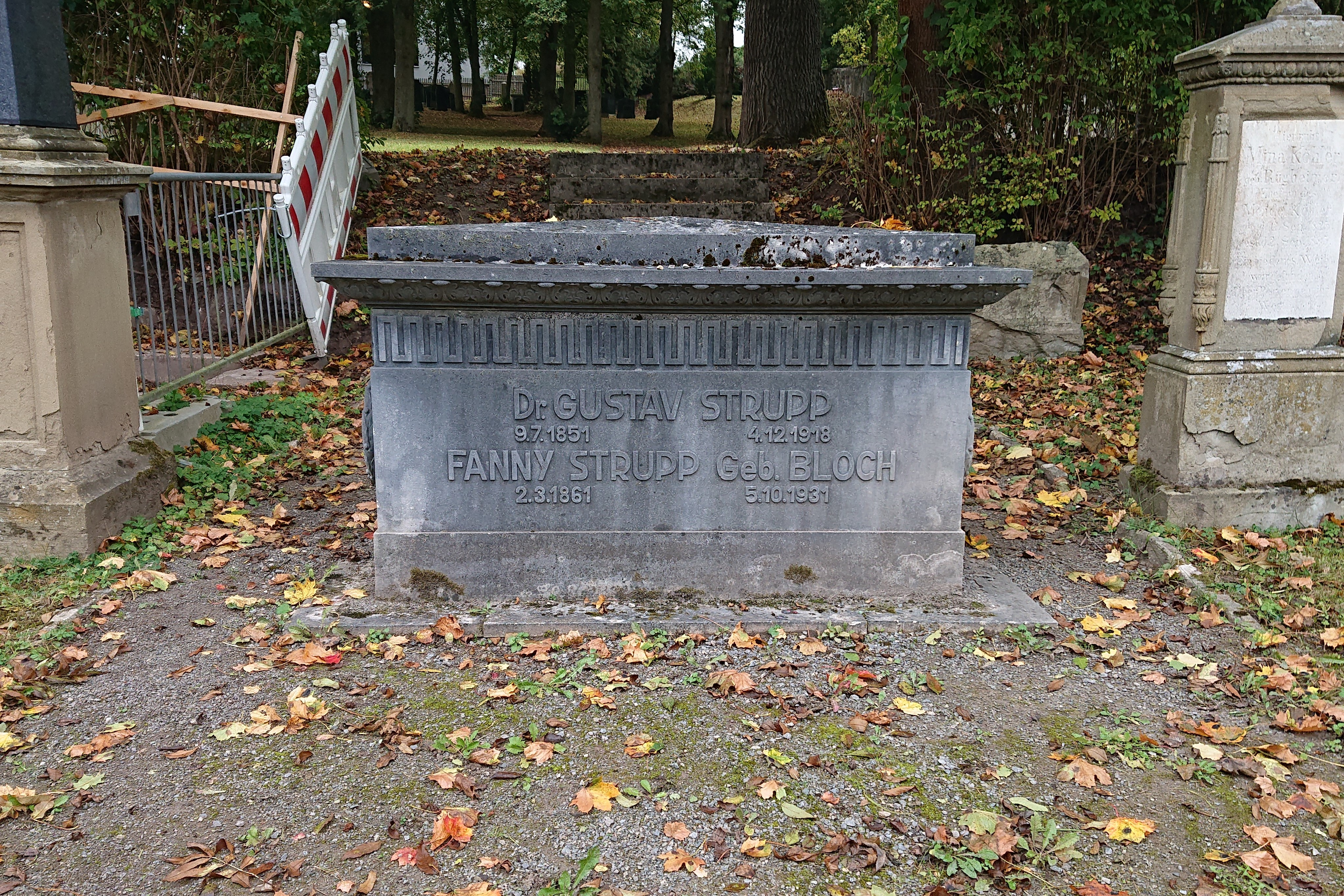
Grab von Gustav Strupp auf dem Jüdischen Friedhof in Meiningen

Gustav Strupp (* 9. Juli 1851 in Dreißigacker; † 4. Dezember 1918 in Meiningen) war ein bedeutender Bankier und einflussreicher Politiker. Er war Mitbegründer der Bank für Thüringen in Meiningen, Finanzberater von Herzog Georg II. und Vizepräsident im Meininger Landtag.

## Leben
Die jüdische Familie Strupp gründete bereits 1715 in Meiningen das Handelsunternehmen I. M. Strupp mit dem Schwerpunkt Getreidehandel. 1740 in B. M. Strupp umbenannt, kam 1742 ein Bankhaus hinzu, das seinen Sitz ebenfalls in Meiningen hatte.
Gustav Strupp wurde 1851 als ältestes Kind der Familie in Dreißigacker (heute ein Stadtteil von Meiningen) geboren.
Ab 1857 besuchte Gustav die  Meininger Knabenschule. Nach dem Umzug der Familie nach Meiningen wechselte er 1861 an das Gymnasium Bernhardinum. Dort absolvierte er 1868 das Abitur. Die Berechtigung für ein Studium an einer führenden Universität erwarb er sich anschließend nach einem weiteren Jahr am Gymnasium in Eisenach.
Mit dem Ausbruch des Deutsch-Französischen Krieges erhielt Gustav einen Gestellungsbefehl, wurde aber später wieder entlassen, da Männer erst mit 20 Jahren zum Kriegsdienst verpflichtet waren. Zunächst verhinderte der Krieg sein geplantes Studium für Rechtswissenschaften, nach diesem musste er sich wegen seines schwer erkrankten Vaters dem Bankgeschäft widmen und trat 1872 in das Bankhaus Molonear in Berlin-Lichterfelde ein. Als sein Vater Mayer Strupp im Dezember 1873 starb, kehrte Gustav nach Meiningen zurück, nachdem er den Doktortitel für Rechte an der Friedrich-Wilhelms-Universität Berlin für 300 Mark erworben hatte. Gemeinsam mit seinem Onkel Anselm Strupp und seiner Mutter Ida führte er das Bankhaus B. M. Strupp Meiningen mit Filialen in Gotha und Salzungen weiter. Die Prokura für die Bank erhielt er von seinem Vater kurz vor dessen Tod. Nach dem Tod seines Onkels Anselm 1877 wurde dessen Witwe Thecla Mitinhaberin der Bank. Thecla Strupp (* 7. September 1833) war eine geborene Hirsch und stammte gebürtig aus Cochem a. d. Mosel. Gemeinsam eröffneten sie eine weitere Filiale in Hildburghausen.

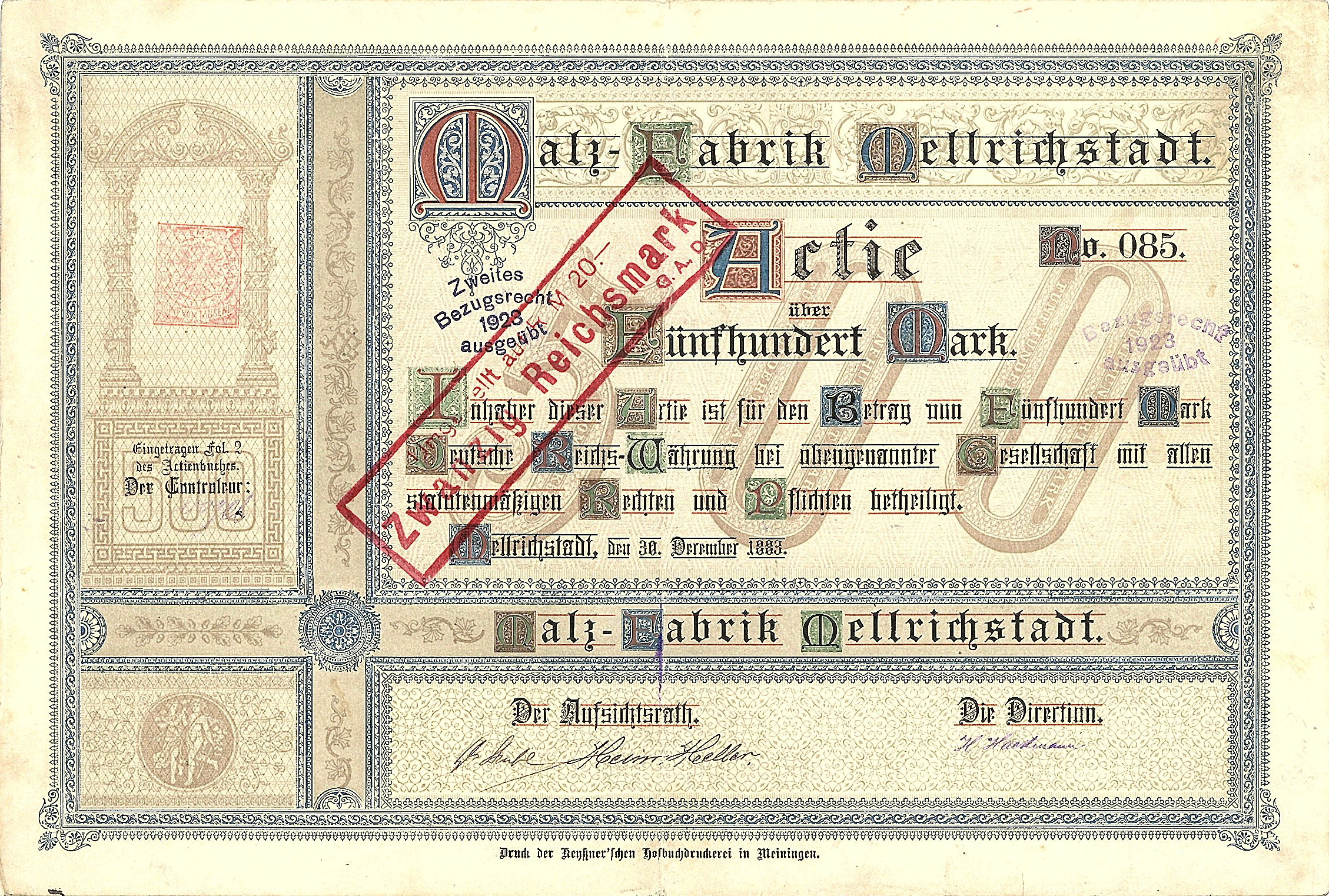
Gründeraktie der Malz-Fabrik Mellrichstadt über 500 Mark, ausgegeben am 30. Dezember 1883, original unterschrieben von Komm.-Rat Dr. Gustav Strupp als Vorsitzender des Aufsichtsrates der Aktiengesellschaft. Die Firma besteht heute als Rhön-Malz GmbH Mellrichstadt weiter.

1879 heiratete Gustav Strupp die zehn Jahre jüngere Fanny Bloch, deren Vater das Bankhaus Bloch & Co. in Nürnberg gehörte. Ab 1881 tätigte Gustav neue weitreichende Investitionen, in dem er zahlreiche Firmen an die Berliner Börse brachte und mit den Aktienmehrheiten Vorsitzender oder Mitglied von 28 Aufsichtsräten wurde. Nach dem Tod seiner Mutter 1883 und dem Ausscheiden seiner Tante Thecla aus der Firma 1885 führte er das Bankhaus gemeinsam mit seinen jüngeren Brüdern Meinhold und Louis weiter. Gustav wurde bald eine bedeutende Persönlichkeit in der Meininger und der Thüringer Wirtschaft und galt als einer der wohlhabendsten Bürger im Herzogtum Sachsen-Meiningen. 1895 wurde er Vorsitzender der Industrie- und Handelskammer in Meiningen. Auch gehörte er im gesellschaftlichen Leben zahlreichen Vereinen und Vorständen an.
Zu den in Aktiengesellschaften umgewandelten Firmen gehörten (Auswahl): Die „Brauerei Am Kreuzberg“ in Meiningen (1881), die Malzfabrik in Mellrichstadt, die Eisenwerke München, die Kohlengesellschaft „Dalmatia“ in Wien, das Saline- und Solbad in Salzungen, die Gothaer Waggonfabrik, das  „Hotel Sächsischer Hof“ in Meiningen und die Disconto-Gesellschaft in Berlin. In der Porzellanindustrie die Werke in Hermsdorf (Thüringen) (1888), Rauenstein (1900) und Selb (Hutschenreuther / 1902). Dabei fasste Gustav Strupp alle von ihm geführten Porzellanwerke zum Strupp-Konzern zusammen. In Hermsdorf ernannte man ihn 1896 aufgrund seiner Verdienste zum Ehrenbürger.
Gemeinsam mit seiner Frau Fanny gründete Gustav Strupp mehrere Stiftungen, die der ärmeren Bevölkerung und den Kindern im Herzogtum Sachsen-Meiningen zugutekamen. Das Ehepaar leistete auch zahlreiche Spenden für das Gemeinwohl.
1897 wurde Strupp in den Meininger Gemeinderat und 1903 in den Sachsen-Meiningischen Landtag gewählt, denen er bis zu seinem Ableben angehörte. Sein Wahlkreis im Landtag war Schalkau-Rauenstein. 1905 wandelte Dr. Gustav Strupp gemeinsam mit seinen Brüdern Meinhard Strupp und Louis Strupp das Bankhaus B. M. Strupp in die Aktiengesellschaft Bank für Thüringen um, die er als Aufsichtsratsvorsitzender bis 1918 führte. In Meiningen errichtete Architekt Karl Behlert  von 1906 bis 1908 für die Bank ein neues Gebäude in der Leipziger Straße. Behlert baute für Strupp 1910 nahe dem Meininger Theater ein prächtiges Palais. Die Struppsche Villa diente als Firmen- und Wohnsitz. (Es wurde in der DDR als Kulturhaus und später als Bürgerhaus genutzt, steht inzwischen unter Denkmalschutz und ist heute wieder im Besitz seiner Erben.) Gustav Strupp fand seine letzte Ruhestätte auf dem Jüdischen Friedhof in Meiningen.

## Stiftungen (Auswahl)
- B.M.Strupp Holz- und Kohlestiftung für das ärmere Volk, Kapital 20.000 Mark, 1885.
- Strupp Stiftung für Darlehen für das ärmere Volk, 20.000 Mark, 1889.
- Fanny Strupp Stiftung zugunsten des Georgenkrankenhauses in Meiningen, 20.000 Mark, 1904.
- B.M.Strupp Stiftung für Volksbibliotheken, jährliche Eröffnung oder Erweiterung von zwei Bibliotheken in Sachsen-Meiningen, 1907.
- B.M.Strupp Stiftung für Ortsarme in Dreißigacker, 1909.
- B.M.Strupp Stiftung für die Kinderheilstätte „Charlottenhall“ in Salzungen (Bad Salzungen), 1912.

## Ehrungen
- 1891: Kommerzienrat durch Herzog Georg II.
- 1896: Ehrenbürgerschaft von Hermsdorf
- 1900: Geheimer Kommerzienrat
- 1903: Herzoglich Sachsen-Ernestinischer Hausorden
- 1912: Herzoglich Sachsen-Ernestinischer Hausorden (Komturkreuz II. Klasse)
- 1918: König Ludwig-Kreuz durch König Ludwig III.